# Svartir sandar
Svartir sandar (islandski: "Crni pijesci") četvrti je studijski i prvi dvostruki album islandskog post-metal sastava Sólstafir. Diskografska kuća Season of Mist objavila ga je 14. listopada 2011. godine.

## Snimanje i glazbeni stil
Album je snimljen u svibnju 2011. godine u studiju Sundlaugin, smještenom u blizini glavnog islandskog grada Reykjavika, u zgradi nekadašnjeg plivališta.
Metal Hammer opisao je stil albuma kao "sumrak poganskog, post-rocka, proga, psihodeličnog i metala". Musikreviews.de je pak izjavio da album ne pripada u žanr metala u klasičnom smislu i zaključio da je Svartir sandar "najbolji "nemetalan" metal album godine".
Prema riječima bubnjara Guðmundura Ólija Pálmasona to nije konceptualni album, ali tekstovi pisani islandskim jezikom sadrže neku vrstu niti koja govori "o izgubljenoj duši koja prolazi hladnim i crnim vulkanskim krajobrazom, puna žaljenja i čak krivnje [zbog događaja iz] prošlosti".
Za pjesmu "Fjara" snimljen je i glazbeni spot koji je objavljen u siječnju 2012. godine.

## Popis pjesama
| Disk 1 - Andvari (Povjetarac) | Disk 1 - Andvari (Povjetarac)     | Disk 1 - Andvari (Povjetarac) | Disk 1 - Andvari (Povjetarac) | Disk 1 - Andvari (Povjetarac) | Disk 1 - Andvari (Povjetarac) | Disk 1 - Andvari (Povjetarac) | Disk 1 - Andvari (Povjetarac) | Disk 1 - Andvari (Povjetarac) | Disk 1 - Andvari (Povjetarac) |
| Br.                           | Skladba                           | Trajanje                      |                               |                               |                               |                               |                               |                               |                               |
| ----------------------------- | --------------------------------- | ----------------------------- | ----------------------------- | ----------------------------- | ----------------------------- | ----------------------------- | ----------------------------- | ----------------------------- | ----------------------------- |
| 1.                            | »Ljós í stormi« (Svjetla u oluji) | 11:35                         |                               |                               |                               |                               |                               |                               |                               |
| 2.                            | »Fjara« (Plaža)                   | 6:39                          |                               |                               |                               |                               |                               |                               |                               |
| 3.                            | »Þín orð« (Tvoje riječi)          | 6:20                          |                               |                               |                               |                               |                               |                               |                               |
| 4.                            | »Sjúki skugginn« (Bolesna sjena)  | 5:07                          |                               |                               |                               |                               |                               |                               |                               |
| 5.                            | »Æra« (Čast)                      | 4:53                          |                               |                               |                               |                               |                               |                               |                               |
| 6.                            | »Kukl« (Prijevara)                | 5:08                          |                               |                               |                               |                               |                               |                               |                               |
| 39:42                         |                                   |                               |                               |                               |                               |                               |                               |                               |                               |

| Disk 2 - Gola (Lahor) | Disk 2 - Gola (Lahor)                  | Disk 2 - Gola (Lahor) | Disk 2 - Gola (Lahor) | Disk 2 - Gola (Lahor) | Disk 2 - Gola (Lahor) | Disk 2 - Gola (Lahor) | Disk 2 - Gola (Lahor) | Disk 2 - Gola (Lahor) | Disk 2 - Gola (Lahor) |
| Br.                   | Skladba                                | Trajanje              |                       |                       |                       |                       |                       |                       |                       |
| --------------------- | -------------------------------------- | --------------------- | --------------------- | --------------------- | --------------------- | --------------------- | --------------------- | --------------------- | --------------------- |
| 1.                    | »Melrakkablús« (Blues prerijskog psa)  | 9:58                  |                       |                       |                       |                       |                       |                       |                       |
| 2.                    | »Draumfari« (Onaj koji putuje snovima) | 3:40                  |                       |                       |                       |                       |                       |                       |                       |
| 3.                    | »Stinningskaldi« (Snažan povjetarac)   | 1:15                  |                       |                       |                       |                       |                       |                       |                       |
| 4.                    | »Stormfari« (Onaj koji putuje olujama) | 3:37                  |                       |                       |                       |                       |                       |                       |                       |
| 5.                    | »Svartir sandar« (Crni pijesci)        | 8:21                  |                       |                       |                       |                       |                       |                       |                       |
| 6.                    | »Djákninn« (Đakon)                     | 10:51                 |                       |                       |                       |                       |                       |                       |                       |
| 37:42                 |                                        |                       |                       |                       |                       |                       |                       |                       |                       |

## Recenzije
Album je dobio uglavnom pozitivne kritike; njemački glazbeni časopis Metal Hammer proglasio ga je "albumom mjeseca". Dodatne su pozitivne recenzije napisali AllMusic (koji mu je dodijelio četiri zvjezdica od njih pet) i musikreviews.de (koji mu je dodijelio 14 od 15 bodova).
Svartir sandar pojavio se na sedmom mjestu islandske i jedanaestom mjestu finske glazbene ljestvice, dok se pjesma "Fjara" našla na prvom mjestu islandske ljestvice singlova.

## Zasluge
| Sólstafir - Svavar Austman – bas-gitara - Guðmundur Óli Pálmason – bubnjevi - Sæþór Maríus Sæþórsson – gitara - Aðalbjörn Tryggvason – vokali, gitara, produkcija Ostalo osoblje - Fredrik Reinedahl – produkcija, inženjer zvuka, miksanje - Göran Finnberg – mastering - Kim Holm – naslovnica, ilustracije | Dodatni glazbenici - Gerdur G. Bjarklind – recitacija - Halldor A. Björnsson – klavir - Hallgrímur Jón Hallgrímsson – prateći vokali - Jon Björn Rikhardsson – gong - Ragnheidur Eiriksdottir – prateći vokali - Steinar Sigurdsson – saksofon |